# Marcus Mason
Marcus Mason (ur. 25 sierpnia 1978 w Los Angeles) – amerykański koszykarz występujący na pozycjach silnego skrzydłowego oraz środkowego.

## Kariera
- 2005/2006 Astoria Bydgoszcz (POL-PLK)- opuścił klub w grudniu 2005
- 2004/2005 Ontario Warriors (USA-ABA)
- 2003/2004 Long Beach Jam (USA-ABA)
- 2002/2003, 2001/2002 nie grał
- 2000/2001 Xavier (NCAA)